# Šutna, Krško
Šutna je naselje v Občini Krško.